# Vito Caravelli
Vito Caravelli, né en 1724 à Irsina et mort le 25 novembre 1800 à Naples, est un mathématicien et un prêtre napolitain.

## Biographie
Après de brillantes études au séminaire de Gravina où il devient prêtre jeune, il se rend à Naples pour y suivre les leçons de Felice Sabatelli (astronomie) et de Nicolo di Martino (mathématiques). Il se consacre précocement à l'étude et à l'enseignement des mathématiques. Le projet de représenter dans un seul ensemble la pensée mathématique classique et moderne, en passant par l'étape de la simplification dans un but pédagogique de la matière, l'amène à devenir un auteur prolifique de traités qui eurent leur influence sur le développement des mathématiques dans le royaume de Naples.
La parution de ses trois premiers traités le fait connaître aussi bien en Italie qu'à l'étranger, et surtout le fait connaître auprès du gouvernement de la maison de Bourbon-Siciles. Ayant ouvert une école privée en 1753 où il enseigne les mathématiques et l'astronomie, il forme plusieurs élèves qui ont laissé un nom dans les sciences. L'année suivante, il est appelé par Charles III d'Espagne auprès de l'Académie royale de marine et du corps volontaire d'artillerie où il doit enseigner les mathématiques, la mécanique, l'hydrostatique et l'hydraulique, et la science nautique.
Il est nommé en 1770 directeur de l'Académie royale militaire. En 1787, les différents instituts militaires existants du royaume des Deux-Siciles sont intégrés à l'École militaire Nunziatella. Caravelli y continue l'enseignement des mathématiques, ayant été nommé président de la commission d'examen des écoles militaires l'année précédente par Ferdinand Ier des Deux-Siciles.
Sa longue carrière d'érudit et de savant lui a fait avoir entre autres comme élèves Michele Granata (it) et Eleonora de Fonseca Pimentel. En 1791, il a été proposé à Caravelli de reprendre la charge de professeur de mathématiques du prince héréditaire, devenu plus tard souverain sous le nom de François Ier des Deux-Siciles.
La ville de Irsina a dédié à l'érudit qui y est né sa bibliothèque.

## Œuvre

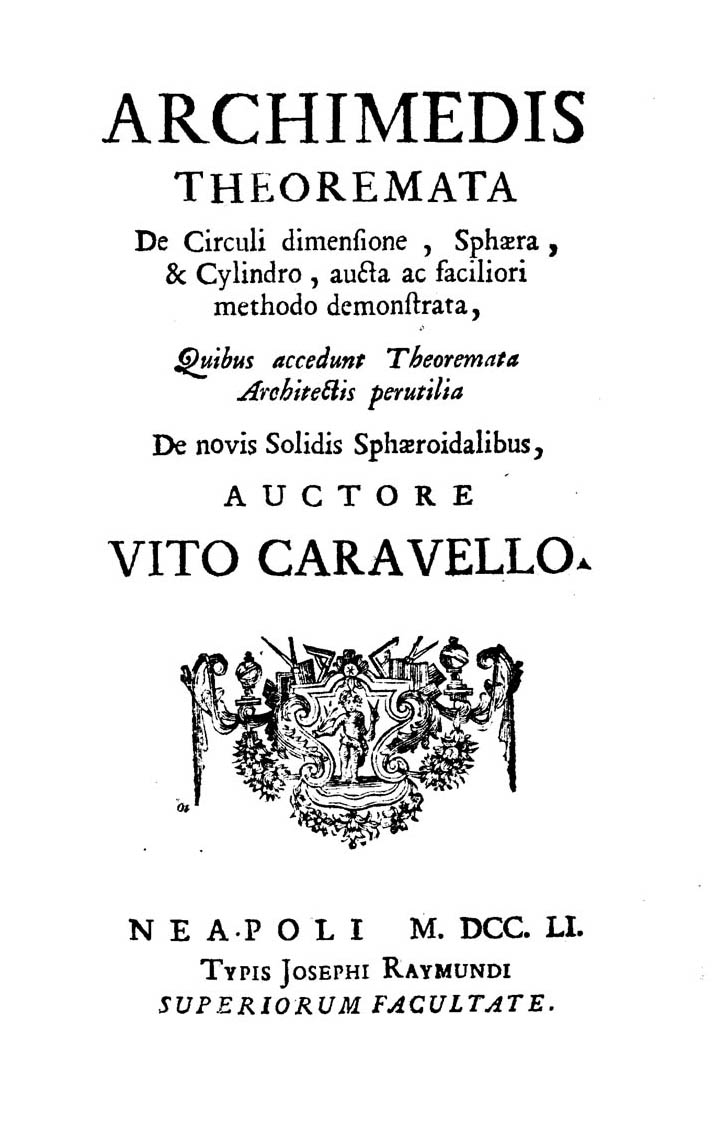
Archimedis Theoremata, 1751

Le premier de ses ouvrages, que l'on peut dater de 1750, s'intitule Euclidis elementa quinque postrema solidorum scientiam continentia,quibus velut elementum aliud adiectus est F. Flussatis liber de solidorum regularium cuiuslibet intra quodlibet comparatione. Consacré à la géométrie plane et solide, cet ouvrage revisite les livres XI à XV des Éléments d'Euclide, en intégrant les contributions ultérieures de Christophorus Clavius et de Francesco Flussate respectivement en géométrie plane et solide.
Caravelli complète son œuvre sur la géométrie en publiant l'année suivante le traité Archimedis theoremata de circuli dimensione, sphoera et cylindro, aucta ac faciliori methodo demonstrata, quibus accedunt theoremata Architectis perutilia de novis solidis sphoeroidalibus où il traite d'une manière plus simple et parfois nouvelle des propositions d'Archimède sur la mesure du cercle et sur les sphéroïdes. À la fin de ce volume remarqué par le journal des Savants se trouve le traité des hosoèdres, où il donne trente et une propositions sur ces trois polyèdres à arêtes courbes qu'étudiera également Nicolo di Martino en 1768.
En 1752 il publie le premier tome de ses éléments de géométrie plane, un abrégé des six premiers livres d'Euclide, sous le titre Elementa matheseos. Tomus primus qui Geometriam planam,seu priores sex libros Euclidis breviter demonstratos complectitur.
Pendant les années consacrées à l'enseignement, Caravelli continue à publier, appliquant sa méthode de simplification conceptuelle et d'exposition à une vaste partie de la culture mathématique de l'époque. À partir de 1759 et jusqu'à 1770, il publie en sept volumes les Elementi di matematiche dans lesquels il reprend en italien ses œuvres latines précédentes sur la géométrie plane et solide, en les accompagnant d'un vaste traitement des autres branches des mathématiques.
À l'Académie Royale Militaire, il refond son traité et lui ajoute son cours de trigonométrie, son cours de géométrie pratique et les sections coniques, puis son cours de dynamique et d'hydrostatique. Son traité fait ainsi neuf volumes publiés de 1770 à 1772.
Son emploi auprès de l'école d'artillerie le met en contact avec les applications pratiques des mathématiques, ce qui le conduit à écrire deux textes spécialisés, l'un sur l'artillerie  (Elementi dell'artiglieria,1773), l'autre, monumental, sur l'architecture militaire (Elementi dell'architettura militare, en six volumes) dont seul le premier sera publié en 1776, les cinq autres volumes restant à l'état de manuscrits.
Son traité de géométrie sphérique, Trattato della geometria sferica, publié en 1779, sera republié en 1795.
À partir de ce moment, ses traités sont de plus en plus orientés vers les mathématiques appliquées : Trattati del calcolo differenziale e del calcolo integrale per uso del regale collegio militare (1786), en collaboration avec son ancien élève Vincenzo Porto ; Memoria pel conduttore elettrico che si pensa di mettere sulla cupola del tesoro di S. Gennaro (1786), un des premiers écrits parus en Italie sur le paratonnerre ; et le volumineux Trattato di astronomia en quatre tomes, publié entre 1782 et 1794.
Caravelli publie des Opuscoli matematici en 1789, en 1795 et les Elementi di geometria pratica en 1799.